# Foce del Magazzolo, Foce del Platani, Capo Bianco, Torre Salsa
Foce del Magazzolo, Foce del Platani, Capo Bianco, Torre Salsa este o arie protejată (arie specială de conservare — SAC, sit de importanță comunitară — SCI) din Italia întinsă pe o suprafață de 1.464 ha, integral pe uscat.

## Localizare
Centrul sitului Foce del Magazzolo, Foce del Platani, Capo Bianco, Torre Salsa este situat la coordonatele 37°22′35″N 13°18′49″E / 37.376449°N 13.313624°E.

## Înființare
Situl Foce del Magazzolo, Foce del Platani, Capo Bianco, Torre Salsa a fost declarat sit de importanță comunitară în septembrie 1995 pentru a proteja 33 de specii de animale. Situl a fost protejat și ca arie specială de conservare în martie 2017.

## Biodiversitate
Situată în ecoregiunea mediteraneană, aria protejată conține 14 habitate naturale: Dune mobile de-a lungul țărmului cu Ammophila arenaria („dune albe”), Recifuri, Râuri mediteraneene cu debit permanent cu specii de Paspalo-Agrostidion și galerii riverane de Salix și de Populus alba, Vegetație anuală la limita mareei, Dune mobile cu vegetație embrionară, Pseudostepă cu ierburi și specii anuale de Thero-Brachypodietea, Tufărișuri halofile mediteraneene și termo-atlantice (Sarcocornetea fruticosi), Stepe sărăturate mediteraneene (Limonietalia), Tufărișuri termo-mediteraneene și de pre-deșert, Tufărișuri halo-nitrofile (Pegano-Salsoletea), Dune de pe litoral fixate cu Crucianellion maritimae, Matorral arborescenți cu Juniperus spp., Dune cu vegetație ierboasă Malcolmietalia, Galerii și tufărișuri riverane sudice (Nerio-Tamaricetea și Securinegion tinctoriae).
La baza desemnării sitului se află mai multe specii protejate:
- păsări (31): lăcar mare (Acrocephalus arundinaceus), lăcar-de-rogoz (Acrocephalus schoenobaenus), lăcar-de-lac (Acrocephalus scirpaceus), fluierar de munte (Actitis hypoleucos), pescăruș albastru (Alcedo atthis), rață sulițar (Anas acuta), rață pitică (Anas crecca), stârc cenușiu (Ardea cinerea), stârc galben (Ardeola ralloides), ciuf de câmp (Asio flammeus), pasărea ogorului (Burhinus oedicnemus), prundaș gulerat mare (Charadrius hiaticula), erete de stuf (Circus aeruginosus), dumbrăveancă (Coracias garrulus), egretă mică (Egretta garzetta), acvilă pitică (Hieraaetus pennatus), piciorong (Himantopus himantopus), stârc pitic (Ixobrychus minutus), pescăruș-cu-cap-negru (Larus melanocephalus), pescăruș râzător (Larus ridibundus), ciocârlie de bărăgan (Melanocorypha calandra), prigoare (Merops apiaster), stârc de noapte (Nycticorax nycticorax), lopătar (Platalea leucorodia), corcodel-cu-gât-negru (Podiceps nigricollis), ciocântors (Recurvirostra avosetta), rață cârâitoare (Spatula querquedula), chiră mică (Sternula albifrons), chiră de mare (Thalasseus sandvicensis), fluierar de mlaștină (Tringa glareola), pupăză (Upupa epops)
- reptile (2): Caretta caretta, Emys trinacris

Pe lângă speciile protejate, pe teritoriul sitului au mai fost identificate 17 specii de plante, 3 specii de păsări, 1 specie de amfibieni, 4 specii de nevertebrate, 2 specii de reptile.